# Coleosporium tussilaginis
Coleosporium tussilaginis är en svampart som först beskrevs av Christiaan Hendrik Persoon, och fick sitt nu gällande namn av Joseph-Henri Léveillé 1849. Coleosporium tussilaginis ingår i släktet Coleosporium och familjen Coleosporiaceae.  Arten är reproducerande i Sverige.

## Underarter
Arten delas in i följande underarter:
- pulsatillae
- senecionis-silvatici